# Muscolo orbicolare della bocca
Nell'anatomia umana il  muscolo orbicolare della bocca  è un muscolo del volto che circonda le labbra.

## Anatomia
Questo muscolo è costituito da fibre dei muscoli cutanei che convergono verso le labbra. L'orbicolare della bocca si divide in due parti, una centrale e l'altra periferica ed è compreso tra i solchi nasolabiale e mentolabiale. Il muscolo è innervato dal nervo faciale. Il nome Orbicolare intende un muscolo fatto "a cerchio" (orbiculus diminutivo di orbis: orbe, circolo).

## Funzioni
Si tratta di un muscolo adibito alla movenza delle labbra nei suoi atti tipici, ad esempio il fischiare, suggere o il baciare.